# Mount Jackson (Wyoming)
Der Mount Jackson ist ein Berg im westlichen Teil des Yellowstone-Nationalparks im Nordwesten des US-Bundesstaates Wyoming. Sein Gipfel hat eine Höhe von 2522 m und ist Teil der Gallatin-Range in den Rocky Mountains. Er liegt nordöstlich von Madison Junction und erhebt sich über das Tal des Madison River.
Der Mount Jackson wurde nach William Henry Jackson benannt, dem Fotografen des Hayden Geological Survey von 1871 und Mitglied mehrerer nachfolgender geologischer Untersuchungen im Park. Jacksons Fotografien gehören zu den ersten, die jemals in der Gegend des Yellowstone aufgenommen wurden. Der Name wurde 1935 von einem Naturforscher vorgeschlagen, aber erst 1937 verliehen, als Jackson, der noch lebte, seine Zustimmung gab. Jackson besuchte den Yellowstone-Nationalpark regelmäßig bis zu seinem Tod im Jahr 1942.

## Belege
1. ↑  Geonames: Mount Jackson. Abgerufen am 30. Dezember 2020.
2. ↑  Whittlesey, Lee (1988): Yellowstone Place Names. Hrsg.: Montana Historical Society Press. Helena, MT, ISBN 0-917298-15-2.